# Angélico (álbum)
Angélico é o álbum de estreia homónimo do cantor e produtor português Angélico Vieira. Foi lançado a 29 de Setembro de 2008 fisicamente. Estreou na oitava posição da tabela musical portuguesa publicada pela Associação Fonográfica Portuguesa (AFP) e no mesmo dia foi certificado como disco de ouro pelas mais de 10.000 cópias vendidas. Na semana seguinte, subiu até ao terceiro lugar registando a sua melhor posição até então. Em 2009, na semana do lançamento do teledisco de "Gostasses de Mim", o disco atingiu o galardão de platina. Dois anos mais tarde, na semana do falecimento do artista, o disco reentrou a tabela na 27ª posição. Nas três semanas seguintes, liderou a tabela, atingindo o galardão de platina dupla.

## Alinhamento de faixas
| N.º | Título                                                             | Duração |  |
| 1.  | "Intro"                                                            |         |  |
| 2.  | "Insaciável"                                                       |         |  |
| 3.  | "Namorada"                                                         |         |  |
| 4.  | "Nada a fazer" (com Black Company)                                 |         |  |
| 5.  | "Bailarina"                                                        |         |  |
| 6.  | "Bem-vindo ao show" (com SP)                                       |         |  |
| 7.  | "Só love (part II)" (com Neuza)                                    |         |  |
| 8.  | "Mama Africa" (com Danny L & Petty)                                |         |  |
| 9.  | "Crazy"                                                            |         |  |
| 10. | "Esse É o Meu Ragga (DJ Dake Remix) (feat. Mr. Kokada & MC Trevo)" |         |  |
| 11. | "All night long (feat. Malika)"                                    |         |  |
| 12. | "Gostasses de mim"                                                 |         |  |
| 13. | "Saudade"                                                          |         |  |